# 木村唯
木村 唯（きむら ゆい、1997年〈平成9年〉8月13日 - 2015年〈平成27年〉10月14日）は、日本の女性アイドル。花やしきアクターズスタジオ運営の「花やしき少女歌劇団」に所属していた。中学3年時の2012年（平成24年）に横紋筋肉腫に罹患し、翌2013年（平成25年）には右脚を切断したが、18歳で死去する3ヶ月半前まで、ステージに出演し続けた。

## 生涯

### 生い立ち
1997年（平成9年）8月13日、東京都墨田区の病院にて生まれる。自宅は足立区。母の雅美は唯が1歳のときに離婚し、3歳からは養父と共に生活した。唯自身は実父と養父のいずれのことも、強く慕っていたという。物心のついた頃から歌ったり踊ったりすることが好きで、字の読めないうちからアンパンマンの歌を上手に歌っていた。また、歌番組も好きで「ママ、あの中に入りたい」と言うこともあった。
小学2年生の5月に雅美が、浅草花やしきが運営するダンスなどのレッスンスクール「花やしきアクターズスタジオ」の新聞広告を見つけ、本人も乗り気になったことから、6月から歌やダンスを習い始めた。同時期に「花やしき少女歌劇団」も結成されたため、翌年夏のオーディションを受けて合格。3ヶ月後、2期生として入団することとなった。
次第に唯は歌劇団の活動にのめり込み、レッスンやステージのある週末を楽しみにするようになった。小学5年生の頃には、学校で交換ノートに「死ね」と書かれるなどのいじめを受けたが、その一時期にも、歌劇団の活動が心の支えとなっていたという。2007年（平成19年）からは、花やしきファンタジーショー「ぴよぴよと仲間たち」に出演するようになり、年末の『NHK紅白歌合戦』では、『おしりかじり虫』のバックダンサーとして出演している。
小学5、6年生の頃、東京都内のチャリティーショーで平尾昌晃に見初められ、平尾のプロデュースのもと、歌劇団のメンバー5、6名と共に、ユニットが結成された。デビューの話も持ち上がり、最終的に3人のユニット「乙女co"coro」（おとめごころ）となっている。歌劇団の活動とは別に、平尾主宰のミュージックスクールで本格的に歌のレッスンを受け、歌手デビューへの道を歩み始めた。

### 闘病生活へ
中学3年であった2012年（平成24年）8月中旬、右脚の痛みを訴えた。付け根にはしこりのようなものもできたが、すぐには原因がわからず、次第にステージでの踊りや、学校へ通うことも難しくなっていった。活動の継続が困難となった「乙女co"coro」は、9月初めのステージを最後に活動を終了し、デビューは立ち消えとなっている。
10月4日、順天堂大学医学部附属順天堂医院へ入院して精密検査を受け、筋肉などに発生する小児癌の一種、横紋筋肉腫であることが発覚。既にリンパ節や肺にも転移していた。両親は医師から、癌のステージは4であることを知らされている。
2013年（平成25年）3月に中学校を卒業し、通学することができないため通信制高校へ入学。ただし年間数日のスクーリングへの出席も難しい状況となったため、後述の切断手術の約3ヶ月後から、院内学級として開設されている、東京都立墨東特別支援学校の「いるか分教室」に通うようになり、のちに学籍も移している。
同年6月、鼠径部のリンパ節に腫瘍の転移があったことから、より根治に近い方法として、手術により右脚を切断することが提案され、唯も手術を承諾した。切断を目前に控えた6月23日には、脚を失う前の最後の舞台に出演し、順天堂医院の看護師らを招待している。順天堂医院から国立がん研究センター中央病院へ転院ののち、7月18日に手術が行われ、右脚の膝上から下と、脚の付け根から大動脈周囲にかけてのリンパ節を切除した。

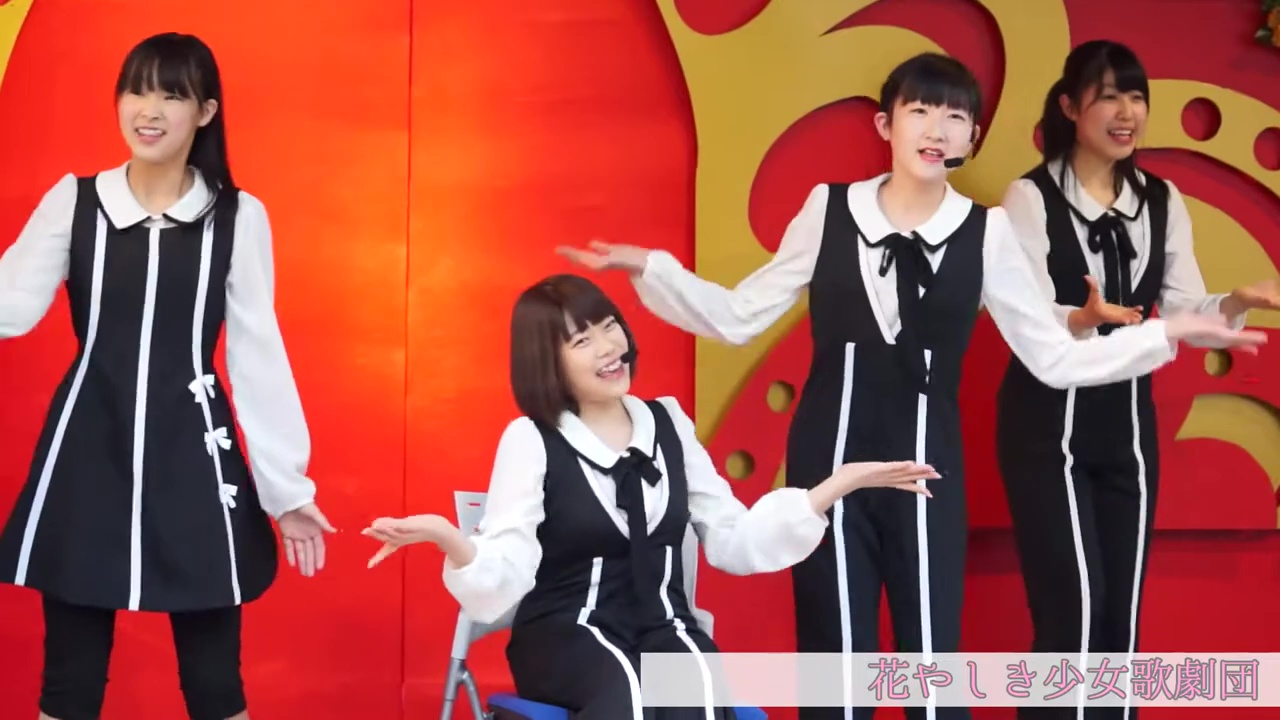
2015年3月頃のステージにて

3週間後の8月初めに退院し、12月8日、手術後初のステージに復帰。しかし復帰ステージ直前の12月3日の検査では、右鼠径部リンパ節に転移していることが発覚しており、12月11日には再切除手術を受けた。それでもなお、2014年（平成26年）1月には、両肺と乳房などに癌が転移しており、手術での除去が難しいこと、抗癌剤で全身治療を続けていく必要がある旨を、医師から知らされている。
しかし闘病を続けつつも、唯は主治医と相談しながら、精力的にライブやステージへの出演を続けた。また唯の病気を知った平尾が、自身のライフワークである「福祉ライブ」に唯を誘ったことから、そちらにも度々出演している。翌2014年（平成26年）2月16日には歌劇団オリジナル曲『一葉桜の歌』のレコーディングを任されて行ったほか、3月には歌劇団の親しいメンバーと共に、北川大介のコンサートに招かれて歌を披露した。
2014年（平成26年）6月6日、NHKの『特報首都圏』にて、「小児がんと生きる 〜2人の少女の物語〜」として、唯を取り上げた番組が放送された。また6月28日には、雅美の提案で、唯と親しかった歌劇団メンバーの大橋妃菜と共に、ユニット「SUMMER!フラワー」を結成。8月には、平尾昌晃主催のオーディションに特別枠で出場し、Kiroroの『生きてこそ』を歌唱している。

### 死去
2015年（平成27年）4月に高校3年生になり、19日に花やしきのステージに出演。メンバーに車椅子を押してもらい、義足はつけず、白のタキシード姿で『一葉桜の歌』を歌ったが、これが花やしき少女歌劇団での最後のステージ出演となった。5月11日に右脚と右乳房の腫瘍を摘出する手術を受けたものの、6月5日には、全身の病変が増大傾向にあり、打つべき手が殆ど残されていないことを、医師から説明されている。
結成から1年となる6月28日、以前からの念願だった「SUMMER!フラワー」のライブを開催。ゲストとして友人の酒井美紅・村岡桃香・柳井萌花も迎え、普段出演する屋外ステージのそばの屋内の舞台で、歌を披露した。150人ほどの観客の前で、2時間以上のライブを完遂し、「いるか分教室」の教員たちを驚かせたという。しかし、観客の前での歌唱も、このステージが最後となった。
8月10日には小中時代の同級生と共に誕生日を祝われ、盆には友人や親戚と共に、埼玉県内の渓谷でバーベキューにも行ったが、9月初めに千葉県柏市の国立がん研究センター東病院に緊急入院。全身の痛みで横になることも難しい状態となり、意識が朦朧となることも多くなった。9月27日、「最期を迎えるなら家で」との雅美の意向で帰宅し、雅美や養父、母方の祖母をはじめとする親族に見守られて最後の日々を送った。
2015年（平成27年）10月14日の午前5時頃、雅美に付き添われて静かに息を引き取った（18歳没）。親しかった歌劇団メンバーは、訃報を聞いて打ちひしがれたという。10月25日、埼玉県草加市の谷崎斎場で営まれた告別式では、平尾昌晃が「お別れの言葉」を読み上げ、歌劇団オリジナル曲の『空へ』を、歌劇団メンバーが手話の振りと共に歌唱した。

## 死後
2016年（平成28年）3月3日、フジテレビのドキュメンタリー番組『NONFIX』にて、「それでも生きて歌いたい ～片足のアイドル 木村唯・18歳～」（25:55 - 26:55）として、唯が取り上げられている。また、唯の最後のステージとなった「SUMMER!フラワー」のライブから1年となる6月28日には、同ユニットの曲『思い出の足跡』が、CDとして発売された。
同年には、2014年（平成26年）11月に「いるか分教室」の学習発表会で唯を知っていた朝日新聞東京本社社会部教育班の芳垣文子が、訃報を受けて母・雅美に取材を行い、9月29日から10月9日にかけて、朝刊教育面に「いま子どもたちは 唯さんのいた日々」として、全8回の連載記事が掲載された。その後も芳垣は取材を重ね、2017年（平成29年）10月には『生きて、もっと歌いたい 片足のアイドル・木村唯さん、18年の軌跡』として、朝日新聞出版より単行本が刊行された。
かつて唯が出演していた園内ステージは、花やしきの改装のために2016年（平成28年）9月25日をもって閉鎖され、取り壊された。花やしき少女歌劇団自体も、2020年（令和2年）からのコロナ禍の影響を受けて活動を休止し、2022年（令和4年）7月、運営を再開しないことが発表された。

## 人物
唯とユニット「SUMMER!フラワー」を組んだ大橋妃菜は、本人から病気について聞いたことは殆どなく、歌劇団のことで悔し涙を流すことはあっても、闘病の辛さで泣いているのを見たことはなかった、としている。またステージ上では、歌詞を忘れてもアドリブで対応するなどして客に気付かせないことが上手く、本番前におどけて他のメンバーの緊張をほぐすなど、楽しい雰囲気を作ってくれる存在であったという。
唯を診察した国立がん研究センター中央病院・希少がんセンター長の川井章も、「唯ちゃんは、いつも明るく、人生に前向きでした。長期の入院になると、だれでも機嫌の悪い日があったりするものですが、そういうところも見たことがありません」としている。また、小児科病棟では年齢の関係上、唯はお姉ちゃん的な存在であったとし、「もしかしたら、弟や妹のような病棟の友達に、自分が病気と闘う姿を見せることで、みなを励まそうとしていたのかもしれません。自分のつらいところを見せない姿は、本当に立派の一言でした」と述べている。